# Franko Stein
Franko Stein, también Franz Stein (1 de junio de 1869 - 17 de julio de 1943)  fue un periodista, político, activista y sindicalista nacional austríaco y checo de etnia alemana. Muy cercano a Georg von Schönerer, lideró el ala sindical de su movimiento. También fue miembro de la Dieta de Bohemia entre 1899 y 1908 y del Reichsrat entre 1901 y 1907.

## Vida
Franko Stein nació en Viena el 11 de junio de 1869, hijo de un obrero de fábrica. Se formó como mecánico y aprobó los exámenes de oficial. Desde 1888, cuando tenía 19 años, estuvo muy involucrado en el movimiento pangermánico de Georg von Schönerer y trató de crear organizaciones obreras pangermánicas con el objetivo de difundir las ideas de Schönerer entre las masas trabajadoras de las que él mismo provenía. En 1893, fundó la Asociación Nacional de Trabajadores Alemanes de Bohemia, la cual cambió su nombre en 1899 a Asociación de Trabajadores Alemanes de Alemania. Stein también estableció un periódico para esta organización sindicalista nacional, denominado Der Hammer, que comenzó su publicación en 1895. A partir de 1897, ejerció como periodista en Eger, donde editó el anuario Hammer de 1898 a 1938. En 1899 convocó el primer congreso nacional de trabajadores alemanes en Eger e impulsó la adopción de un programa de veinticinco puntos para la acción revolucionaria.
Con el cambio de siglo, también se involucró en la política regional. En las elecciones de 1899 fue elegido miembro de la Dieta de Bohemia en la curia de la ciudad (distrito electoral de Vrchlabí). Se presentó por el mismo distrito en las elecciones ordinarias de 1901. Políticamente, estaba afiliado a la Alldeutschen Vereinigung. En esas elecciones de 1901, también fue elegido miembro del Reichsrat por el distrito de Eger. Entre 1902 y 1906, además, formó parte de las conocidas como delegaciones (grupo parlamentario encargado de las negociaciones sobre asuntos comunes entre las dos partes de Austria-Hungría).
Cuando en 1903 se produjo el cisma entre Schönerer y Karl Hermann Wolf, tras el cual Wolf y sus partidarios crearon el Partido Libre Panalemán, Stein fue uno de los pocos que permanecieron leales a Schönerer. Tras el cisma, el movimiento de Schönerer se hundió, por lo que ni él ni Stein fueron reelegidos en 1907.
Entre 1914 y 1917, trabajó para el periódico alemán Deutsche Presse en Viena. Durante el periodo de entreguerras, promovió el legado de Schönerer y las ideas de la Gran Alemania. Dirigió la Sociedad de los Últimos Schönererianos, creada en 1922 tras el fallecimiento de Schönerer. Con el régimen socialcristiano, fue detenido en varias ocasiones. Después del Anschluss, se unió al NSDAP, reanudó su actividad política y se postuló como candidato al Reichstag en las elecciones de 1938, sin éxito en obtener un escaño. Durante el Tercer Reich, recibió numerosos premios y una pensión estatal regular. En 1942 participó en la organización de una exposición sobre Georg von Schönerer celebrada en Viena. Franko Stein falleció el 17 de julio de 1943. Su funeral se celebró en el cementerio de Hietzing, donde fue enterrado.